# 莫比游戏
莫比游戏（英語：MobyGames）是一个收录电子游戏信息的在线数据库网站，其使用众包的方式，对1950年以来的电子游戏和游戏开发者的相关信息进行收录和分类，并通过灵活的查询和数据挖掘技术向用户提供游戏信息检索服务。MobyGames涵盖了将近300个游戏平台和超过200,000个游戏。 网站的赞助来源为横幅式广告和用户付费。

## 简介
MobyGames网站的内容由非匿名的账户提供。用户提供的游戏信息合并到数据库前，需要经过名为“审核人”（approver）的志愿者的验证。 游戏信息的条目编辑有一套详细的标准手册。 游戏信息最主要的来源是游戏包装、标题和致谢页面。
注册用户可以给任意的游戏进行打分和评价，并能创建私有或公开的“拥有”和“想要”列表，收藏和标记自己拥有或者想要的游戏，并能将列表分享给其他用户。MobyGames还有一个综合的论坛，其中每个游戏都有对应的子论坛。

## 历史

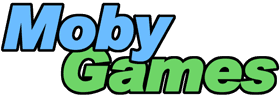
2014年3月11日之前使用的logo

MobyGames由Jim Leonard和Brian Hirt两人于1999年3月1日创建，18个月后David Berk加入，三人自高中时代以来便相识。Leonard创建MobyGames的想法是与更多的人分享电子游戏的信息。
MobyGames一开始只收录了MS-DOS和Microsoft Windows的游戏，因为创始人只熟悉这两个系统。网站创立两周年时，MobyGames开始收录当代平台的游戏，如PlayStation，后来也扩展到一些旧的游戏平台。
2010年年中，MobyGames被GameFly收购，收购金额不明。收购事项在社区公布后，一些主要贡献者离开以示抗议，声称拒绝为一个商业网站做志愿者工作。
2013年12月18日，MobyGames被Blue Flame Labs和VGBoxArt的老板Jeremiah Freyholtz收购。Blue Flame Labs将MobyGames的界面恢复到以前的外观。
2014年1月，MobyGames开始收录街机游戏，2017年6月开始收录运行在大型计算机上的游戏。